# Miss Monde 2016
Miss Monde 2016 est la 66e élection de Miss Monde, qui s'est déroulée à Oxon Hill, dans l'État de Washington, aux États-Unis, au sud de la capitale Washington, le 18 décembre 2016. La gagnante, la portoricaine Stephanie Del Valle, succède ainsi à l'espagnole Mireia Lalaguna, Miss Monde 2015.
C'est la 2e fois, en 65 ans, que le concours se déroule aux États-Unis.
Stephanie Del Valle est également la deuxième Miss Porto Rico à être couronnée Miss Monde, 41 ans après Wilnelia Merced, Miss Monde 1975.

## Résultats

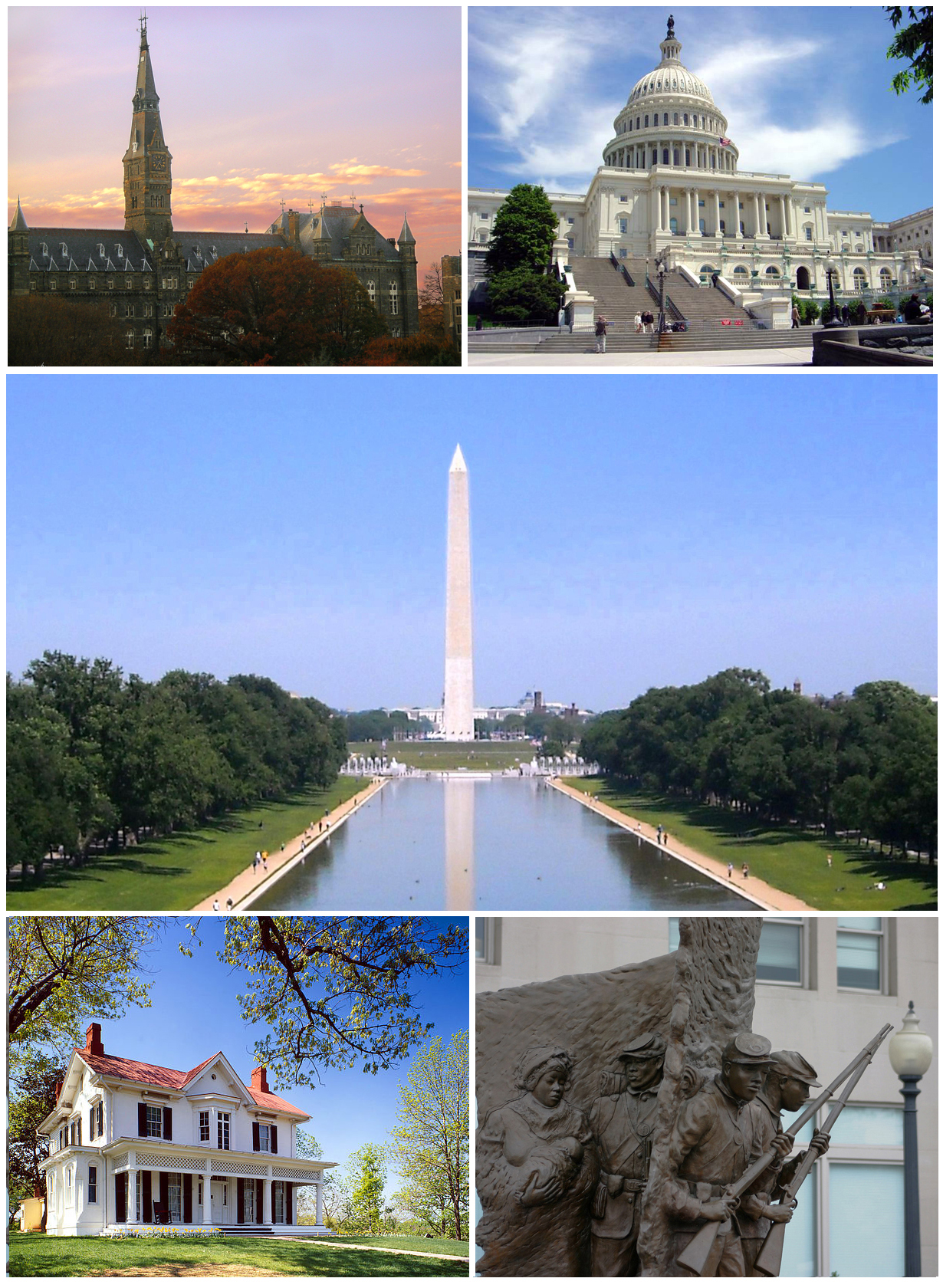
Washington, lieu de déroulement de cette 66e édition du concours Miss Monde.

### Classement final
| Résultats finaux | Candidates |
| ---------------- | --- |
| Miss Monde 2016  | - Porto Rico – Stephanie Del Valle |
| 1re dauphine     | - République dominicaine – Yaritza Reyes |
| 2e dauphine      | - Indonésie – Natasha Mannuela |
| Top 5            | - Kenya – Evelyn Njambi Thungu - Philippines – Catriona Gray |
| Top 11           | - Belgique – Lenty Frans - Brésil – Beatrice Beserra Da Fontoura - Chine – Jing Kong - Corée du Sud – Hyun Wang - États-Unis – Audra Mari - Mongolie – Bayartsetseg Altangerel                                                                                                  |
| Top 20           | - Australie – Madeleine Cowe - France – Morgane Edvige - Ghana – Antoinette Delali Kemavor - Hongrie – Tímea Gelencsér - Îles Cook – Natalia Short - Inde – Priyadarshini Chatterjee - Japon – Priyanka Yoshikawa - Slovaquie – Kristína Činčurová - Thaïlande – Jinnita Buddee |

### Reines de beauté des continents
| Continents | Candidates                         |
| Afrique    | - Kenya – Evelyn Njambi Thungu     |
| Amériques  | - États-Unis – Audra Mari          |
| Asie       | - Indonésie – Natasha Mannuela     |
| Caraïbes   | - Porto Rico – Stephanie Del Valle |
| Europe     | - Belgique – Lenty Frans           |
| Océanie    | - Australie – Madeleine Cowe       |

### Ordre d'annonce des finalistes
| 1. Chine 2. Philippines 3. Îles Cook 4. Mongolie 5. Indonésie 6. France 7. Kenya 8. États-Unis 9. Inde 10. Slovaquie 11. Belgique 12. Porto Rico 13. Australie 14. Thaïlande 15. Brésil 16. Ghana 17. Japon 18. République dominicaine 19. Hongrie 20. Corée du Sud | 1. Philippines 2. Indonésie 3. Belgique 4. Brésil 5. Kenya 6. États-Unis 7. Chine 8. République dominicaine 9. Porto Rico 10. Corée du Sud 11. Mongolie | 1. Kenya 2. Porto Rico 3. Indonésie 4. République dominicaine 5. Philippines |

## Candidates
Il y a 117 candidates, soit 3 de plus qu'en 2015, mais 4 de moins qu'en 2014.
| Pays / Territoire                | Nom                                 | Âge    | Taille | Résidence             |
| -------------------------------- | ----------------------------------- | ------ | ------ | --------------------- |
| Afrique du Sud                   | Ntandoyenkosi Kunene                | 24 ans | 1,74 m | Nelspruit             |
| Albanie                          | Ëndrra Kovaci                       | 21 ans | 1,73 m | Tirana                |
| Allemagne                        | Selina Kriechbaum                   | 21 ans | 1,75 m | Francfort-sur-le-Main |
| Angleterre                       | Elizabeth Grant                     | 20 ans | 1,88 m | Preston               |
| Antigua-et-Barbuda               | Latisha Greene                      | 24 ans | 1,72 m | Saint John's          |
| Argentine                        | Camila Macias                       | 19 ans | 1,78 m | Córdoba               |
| Aruba                            | Lynette Fatima Agrela Do Nascimento | 23 ans | 1,73 m | Oranjestad            |
| Australie                        | Madeleine Cowe                      | 23 ans | 1,79 m | Tully                 |
| Autriche                         | Dragana Stankovic                   | 20 ans | 1,73 m | Traiskirchen          |
| Bahamas                          | Ashley Bettina Hamilton             | 24 ans | 1,82 m | Long Island           |
| Belgique                         | Lenty Frans                         | 22 ans | 1,68 m | Anvers                |
| Belize                           | Iris Carmen Salguero                | 21 ans | 1,76 m | Belmopan              |
| Biélorussie                      | Polina Borodatcheva                 | 23 ans | 1,76 m | Minsk                 |
| Bolivie                          | Leyda Lourdes Suárez Aldana         | 20 ans | 1,70 m | Tarija                |
| Bosnie-Herzégovine               | Halida Krajšnik                     | 19 ans | 1,78 m | Sarajevo              |
| Botswana                         | Thata Kenosi                        | 21 ans | 1,78 m | Gaborone              |
| Brésil                           | Beatrice Beserra Da Fontoura        | 26 ans | 1,78 m | Goiânia               |
| Bulgarie                         | Galina Asenova Mihaylova            | 26 ans | 1,78 m | Sofia                 |
| Canada                           | Anastasia Lin                       | 26 ans | 1,68 m | Toronto               |
| Chili                            | Antonia Cristal Figueroa Alvarado   | 21 ans | 1,77 m | Coquimbo              |
| Chine                            | Jing Kong                           | 21 ans | 1,80 m | Pékin                 |
| Chypre                           | Mariá Morárou                       | 23 ans | 1,75 m | Nicosie               |
| Colombie                         | Shirley Atehortúa                   | 23 ans | 1,80 m | Pereira               |
| Corée                            | Hyun Wang                           | 21 ans | 1,77 m | Séoul                 |
| Costa Rica                       | Jessica Melania González Monge      | 25 ans | 1,76 m | San José              |
| Côte d'Ivoire                    | Esther Emmanuelle Memel             | 20 ans | 1,78 m | Yamoussoukro          |
| Croatie                          | Angelica Zacchigna                  | 22 ans | 1,75 m | Pazin                 |
| Curaçao                          | Sabrina Namias de Crasto            | 20 ans | 1,70 m | Willemstad            |
| Danemark                         | Helena Heuser                       | 20 ans | 1,78 m | Île de Seeland        |
| Écosse                           | Lucy Kerr                           | 19 ans | 1,74 m | East Dunbartonshire   |
| Égypte                           | Nadeen Ossama El Sayed              | 18 ans | 1,73 m | Le Caire              |
| Équateur                         | Mirka Cabrera Mazzini               | 22 ans | 1,78 m | Machala               |
| Espagne                          | Raquel Tejedor Meléndez             | 20 ans | 1,82 m | Saragosse             |
| États-Unis                       | Audra Mari                          | 22 ans | 1,81 m | Fargo                 |
| Fidji                            | Pooja Priyanka                      | 25 ans | 1,67 m | Ba                    |
| Finlande                         | Heta Sallinen                       | 21 ans | 1,71 m | Turku                 |
| France                           | Morgane Edvige,                     | 20 ans | 1,78 m | Le François           |
| Géorgie                          | Victoria Kocherova                  | 21 ans | 1,78 m | Tbilissi              |
| Ghana                            | Antoinette Delali Kemavor           | 20 ans | 1,73 m | Accra                 |
| Gibraltar                        | Kayley Mifsud                       | 24 ans | 1,66 m | Gibraltar             |
| Guadeloupe                       | Magalie Adelson,                    | 23 ans | 1,78 m | Basse-Terre           |
| Guam                             | Phoebe Denight Palisoc              | 17 ans | 1,77 m | Tamuning              |
| Guatemala                        | Melanie Jeanett Espina Luna         | 23 ans | 1,72 m | Guatemala             |
| Guinée                           | Safiatou Baldé                      | 21 ans | 1,71 m | Conakry               |
| Guinée équatoriale               | Anunciación Ongueme Esono           | 21 ans | 1,73 m | Mikomeseng            |
| Guinée-Bissau                    | Sandra Marisa Araújo Monteiro       | 19 ans | 1,73 m | Bissau                |
| Guyana                           | Nuriyyih Gerrard                    | 25 ans | 1,82 m | Georgetown            |
| Haïti                            | Suzana Sampeur                      | 21 ans | 1,75 m | Port-au-Prince        |
| Honduras                         | Kerelyne Campigotti Webster         | 18 ans | 1,85 m | El Progeso            |
| Hongrie                          | Tímea Gelencsér                     | 22 ans | 1,71 m | Budapest              |
| Îles Caïmans                     | Monyque Roshel Brooks               | 24 ans | 1,78 m | West Bay              |
| Îles Cook                        | Natalia Short                       | 22 ans | 1,77 m | Avarua                |
| Îles Vierges américaines         | Kyrelle Thomas                      | 18 ans | 1,69 m | Charlotte Amalie      |
| Îles Vierges britanniques        | Kadia Turnbull                      | 25 ans | 1,71 m | Road Town             |
| Inde                             | Priyadarshini Chatterjee            | 20 ans | 1,72 m | Guwahati              |
| Indonésie                        | Natasha Mannuela                    | 22 ans | 1,73 m | Bangka                |
| Irlande                          | Niamh Kennedy                       | 21 ans | 1,80 m | Portroe (en)          |
| Irlande du Nord                  | Emma Carswell                       | 21 ans | 1,76 m | Gilford               |
| Islande                          | Anna Lara Orlowska                  | 22 ans | 1,68 m | Reykjavik             |
| Israël                           | Karin Alia                          | 18 ans | 1,74 m | Tel Aviv-Jaffa        |
| Italie                           | Giada Tropea                        | 17 ans | 1,72 m | Lamezia Terme         |
| Jamaïque                         | Ashlie Victoria White Barrett       | 21 ans | 1,56 m | Kingston              |
| Japon                            | Priyanka Yoshikawa                  | 22 ans | 1,76 m | Tokyo                 |
| Kazakhstan                       | Alia Merguenbaeva                   | 18 ans | 1,75 m | Aktaou                |
| Kenya                            | Evelyn Njambi Thungu                | 22 ans | 1,78 m | Nairobi               |
| Kirghizistan                     | Perizat Rasoulbek Kyzy              | 18 ans | 1,72 m | Bichkek               |
| Lesotho                          | Rethabile Anacletta Tsosane         | 21 ans | 1,69 m | Maseru                |
| Lettonie                         | Linda Kinca                         | 18 ans | 1,72 m | Ķekava                |
| Liban                            | Sandy Tabet                         | 21 ans | 1,74 m | Beyrouth              |
| Malaisie                         | Tatiana Nandha Kumar                | 18 ans | 1,76 m | Kuala Lumpur          |
| Malte                            | Anthea Zammit                       | 22 ans | 1,72 m | Ħaż-Żebbuġ            |
| Maurice                          | Véronique Allas                     | 20 ans | 1,70 m | Port-Louis            |
| Mexique                          | Ana Girault                         | 25 ans | 1,82 m | Mexico                |
| Moldavie                         | Daniela Marin                       | 17 ans | 1,71 m | Leova                 |
| Mongolie                         | Bayartsetseg Altangerel             | 25 ans | 1,71 m | Oulan-Bator           |
| Monténégro                       | Katarina Keković                    | 22 ans | 1,80 m | Podgorica             |
| Myanmar                          | Myat Thiri Lwin                     | 17 ans | 1,74 m | Naypyidaw             |
| Népal                            | Asmi Shrestha                       | 23 ans | 1,70 m | Tandi                 |
| Nicaragua                        | María Laura Ramírez Castillo        | 19 ans | 1,72 m | Masaya                |
| Nigeria                          | Debbie Collins-Ugochukwu            | 24 ans | 1,72 m | Lagos                 |
| Nouvelle-Zélande                 | Karla De Beer                       | 23 ans | 1,76 m | Auckland              |
| Ouganda                          | Leah Kagasa                         | 21 ans | 1,75 m | Kampala               |
| Panama                           | Alessandra Camila Bueno Fontaine    | 25 ans | 1,77 m | Panama                |
| Paraguay                         | Simone Patricia Freitag Krutzmann   | 21 ans | 1,77 m | Ciudad del Este       |
| Pays de Galles                   | Ffion Georgina Moyle                | 23 ans | 1,70 m | Carmarthen            |
| Pays-Bas                         | Rachelle Reijnders                  | 22 ans | 1,78 m | Amsterdam             |
| Pérou                            | Pierina Sue Wong Mori               | 25 ans | 1,73 m | Lambayeque            |
| Philippines                      | Catriona Elisa Magnayon Gray        | 22 ans | 1,78 m | Oas                   |
| Pologne                          | Kaja Klimkiewicz                    | 19 ans | 1,72 m | Glinojeck             |
| Porto Rico                       | Stephanie Del Valle                 | 19 ans | 1,78 m | San Juan              |
| Portugal                         | Cristiana Sofia Ferreira Viana      | 19 ans | 1,74 m | Valbom, Gondomar      |
| République démocratique du Congo | Andréa Moloto                       | 25 ans | 1,84 m | Kinshasa              |
| République dominicaine           | Yaritza Miguelina Reyes Ramírez     | 23 ans | 1,77 m | Saint-Domingue        |
| République tchèque               | Natálie Kotková                     | 22 ans | 1,73 m | Prague                |
| Roumanie                         | Diana Dinu                          | 26 ans | 1,73 m | Bucarest              |
| Russie                           | Yana Dobrovolskaya                  | 18 ans | 1,74 m | Tioumen               |
| Rwanda                           | Jolly Mutesi                        | 20 ans | 1,76 m | Kigali                |
| Sainte-Lucie                     | La Toya Moffat                      | 23 ans | 1,56 m | Castries              |
| Salvador                         | Ana Miriam Cortez Durán             | 21 ans | 1,70 m | San Salvador          |
| Serbie                           | Katarina Šulkić                     | 18 ans | 1,80 m | Belgrade              |
| Seychelles                       | Christine Barbier                   | 24 ans | 1,67 m | Victoria              |
| Sierra Leone                     | Aminata Adialin Bangura             | 22 ans | 1,68 m | Port Loko             |
| Singapour                        | Bhaama Padmanathan                  | 24 ans | 1,73 m | Port Loko             |
| Slovaquie                        | Kristína Činčurová                  | 19 ans | 1,82 m | Lučenec               |
| Slovénie                         | Maja Taradi                         | 26 ans | 1,77 m | Ljubljana             |
| Soudan du Sud                    | Akuany Ayuen Jongkuch               | 22 ans | 1,80 m | Djouba                |
| Sri Lanka                        | Amritaa De Silva                    | 23 ans | 1,68 m | Colombo               |
| Suède                            | Emma Strandberg                     | 20 ans | 1,76 m | Stockholm             |
| Tanzanie                         | Diana Edward                        | 20 ans | 1,78 m | Dodoma                |
| Thaïlande                        | Jinnita Buddee                      | 23 ans | 1,78 m | Bangkok               |
| Trinité-et-Tobago                | Daniella Walcott                    | 25 ans | 1,70 m | Port-d'Espagne        |
| Tunisie                          | Meriem Hammemi                      | 24 ans | 1,78 m | Béja                  |
| Turquie                          | Buse İskenderoğlu                   | 19 ans | 1,81 m | Ankara                |
| Ukraine                          | Olexandra Koutcherenko              | 19 ans | 1,77 m | Dnipro                |
| Uruguay                          | Maria Romina Trotto Morales         | 19 ans | 1,80 m | Montevideo            |
| Venezuela                        | Diana Croce García                  | 19 ans | 1,76 m | Calabozo              |
| Viêt Nam                         | Trương Thị Diệu Ngọc                | 26 ans | 1,80 m | Đà Nẵng               |

## Compétitions
L'organisation Miss Monde a réintroduit pour cette édition 2016 le système Fast-Track, dans lequel les gagnantes des cinq grandes compétitions du concours gagnent automatiquement une place dans le Top 20. Ces compétitions pour 2016 sont Sports & Fitness, Top Model, Talent, Multimédia et Beauty with a Purpose. Les scores de l'épreuve de l'interview ont déterminé le reste du Top 20.

### Sports & Fitness
Après avoir sélectionné les 24 candidates finalistes lors des tests préliminaires, la finale de l'épreuve sportive s'est déroulée 12 décembre 2016 en quatre temps : le 60 mètres, le saut en longueur, le lancer du poids et le relais par équipe.
La gagnante, Miss Îles Cook, devient ainsi la première qualifiée pour le Top 20 final du concours. C'est la première fois qu'une candidate cookienne arrive aussi loin dans la compétition.
| Classement  | Candidates |
| Gagnante,   | - Îles Cook – Natalia Short |
| 1e dauphine | - Croatie – Angelica Zacchigna |
| 2e dauphine | - Malte – Anthea Zammit |
| Top 24*     | Équipe Blanche : - Autriche – Dragana Stankovic - Lettonie – Linda Kinca - Nouvelle-Zélande – Karla De Beer - Panama – Alessandra Camila Bueno Fontaine - République dominicaine – Yaritza Miguelina Reyes Ramírez - République tchèque – Natálie Kotková - Singapour – Bhaama Padmanathan Équipe Bleue : - Aruba – Lynette Fatima Agrela Do Nascimento - Bulgarie – Galina Asenova Mihaylova - Danemark – Helena Heuser - Espagne – Raquel Tejedor Melendez - Honduras – Kerelyne Campigotti Webster - Hongrie – Tímea Gelencsér - Monténégro – Katarina Keković - Uruguay – Maria Romina Trotto Morales Équipe Rouge : - Angleterre – Elizabeth Grant - Australie – Madeleine Cowe - Écosse – Lucy Kerr - États-Unis – Audra Mari - Gibraltar – Kayley Mifsud - Îles Caïmans – Monyque Roshel Brooks |

* Classement selon l'ordre alphabétique des pays.
Palmarès des épreuves sportives :
| Épreuve                | Gagnante                    |
| Athlétisme (60 mètres) | - Malte – Anthea Zammit     |
| Lancer de poids        | - Îles Cook – Natalia Short |
| Saut en longueur       | - Îles Cook – Natalia Short |
| Natation               | - Venezuela – Diana Croce   |
| Relais par équipe      | - Équipe Rouge              |

### Top Model
La compétition Top Model est remportée par Miss Chine le 15 décembre 2016. Elle devient la deuxième candidate à directement intégrer le Top 20.
| Classement  | Candidates                                        |
| Gagnante,   | - Chine – Jing Kong                               |
| 1e dauphine | - Indonésie – Natasha Mannuela                    |
| 2e dauphine | - République dominicaine – Yaritza Reyes          |
| Top 5*      | - France – Morgane Edvige - Kenya – Evelyn Thungu |

* Classement selon l'ordre alphabétique des pays.

### Talent
L'organisation Miss Monde a travaillé en partenariat avec Mobstar pour conduire le vote du public et ainsi trouver le gagnant du défi Talent. Miss Mongolie a reçu le plus de votes et est devenu la troisième quart-de-finaliste de Miss Monde 2016.
| Classement | Candidates | Activité artistique |
| Gagnante,  | - Mongolie – Bayartsetseg Altangerel | - Magie / Danse |
| Top 10*    | - Canada – Anastasia Lin - Chili – Antonia Cristal Figueroa Alvarado - Croatie – Angelica Zacchigna - Hongrie – Tímea Gelencsér - Lettonie – Linda Kinca - Malte – Anthea Zammit - Philippines – Catriona Elisa Magnayon Gray - Pologne – Kaja Klimkiewicz - Ukraine – Oleksandra Kucherenko                                                       | - Piano - Violon - Chant - Acrobatie - Danse - Danse - Chant - Chant - Piano / Danse                                                                         |
| Top 21*    | - Afrique du Sud – Ntandoyenkosi Kunene - Écosse – Lucy Kerr - Équateur – Mirka Cabrera Mazzini - Fidji – Pooja Priyanka - Îles Cook – Natalia Short - Inde – Priyadarshini Chatterjee - Porto Rico – Stephanie Del Valle - République tchèque – Natálie Kotková - Russie – Yana Dobrovolskaya - Serbie – Katarina Šulkić - Slovénie – Maja Taradi | - Chant - Pom-pom girl / Gymnastique - Chant - Danse indienne - Danse / Tambour - Danse traditionnelle - Chant - Danse - Ballet contemporain - Chant - Tango |

* Classement selon l'ordre alphabétique des pays.

### Multimédia
Miss Philippines a été nommée gagnante du défi Multimédia et est devenue la quatrième quart-de-finaliste de Miss Monde 2016. La décision fut basée sur les posts de la candidate sur sa page Facebook officielle et son compte Twitter, ainsi que sur son classement Mobstar.
| Classement | Candidates                                   |
| Gagnante   | - Philippines – Catriona Elisa Magnayon Gray |

### Beauty with a Purpose
Les cinq finalistes ont été annoncés le 17 décembre 2016. La gagnante, Miss Indonésie, est ainsi devenue la cinquième candidate à entrer dans le Top 20.
| Classement | Candidates |
| Gagnante   | - Indonésie – Natasha Mannuela                                                                                                 |
| Top 5*     | - Inde – Priyadarshini Chatterjee - Kenya – Evelyn Thungu - Népal – Asmi Shrestha - Philippines – Catriona Elisa Magnayon Gray |

* Classement selon l'ordre alphabétique des pays.

## Observations